# 太平ビルサービス
太平ビルサービス株式会社（たいへいびるさーびす）は、東京都新宿区に本社を置くビルメンテナンスを行う企業である。
なお似た社名で同業の太平エンジニアリングとは資本・人的相互において無関係である（事実、ロゴの形が全く違う）。

## 事業内容
- 建築物清掃、環境衛生
- 設備管理
- 施設警備、駐車場管理
- インフォメーションのサービス（受付、案内）
- マンション管理
- PFI事業、指定管理者
- 建設工事

## 関連会社
- 太平ビルサービス株式会社（青森）
- 太平ビルサービス株式会社（金沢）
- 太平ビルサービス大阪株式会社
- 太平ビルサービス株式会社（松江）
- 太平ビルサービス株式会社（高知）
- 太平ビルサービス株式会社（福岡）
- 太平ビルサービス株式会社（熊本）
- 株式会社ニュータイヘイ
- エヌ・ティホールディングス株式会社
- エヌ・ティファシリティーズ株式会社（札幌）
- エヌ・ティファシリティーズ株式会社（仙台）
- エヌ・ティファシリティーズ株式会社（福島）
- エヌ・ティファシリティーズ株式会社（渋谷）
- エヌ・ティファシリティーズ株式会社（大阪）
- エヌ・ティファシリティーズ株式会社（長崎）